# Assaad Diab
Pour les articles homonymes, voir Diab.
Assaad Diab (1938-2010) est un magistrat et un homme politique libanais.
Après une longue carrière judiciaire, il est nommé en 1992 ministre des Finances, au sein de l’éphémère gouvernement de Rachid Solh.
Il est ensuite nommé Président de l’Université Libanaise ; un poste qu’il occupera jusqu’en 2000, quand il rejoint le gouvernement de Rafiq Hariri comme ministre des Affaires sociales. Prosyrien, il restera ministre des Affaires sociales jusqu’en octobre 2004.
Il meurt d'un cancer le 3 février 2010.